# Franz Christian Boll
Franz Christian Boll (Neubrandenburg, 26 de febrero de 1849 – Roma, 19 de diciembre de 1879) fue un médico y fisiólogo alemán. Se le conoce sobre todo por haber descubierto la rodopsina o púrpura retiniana en 1876.

## Biografía

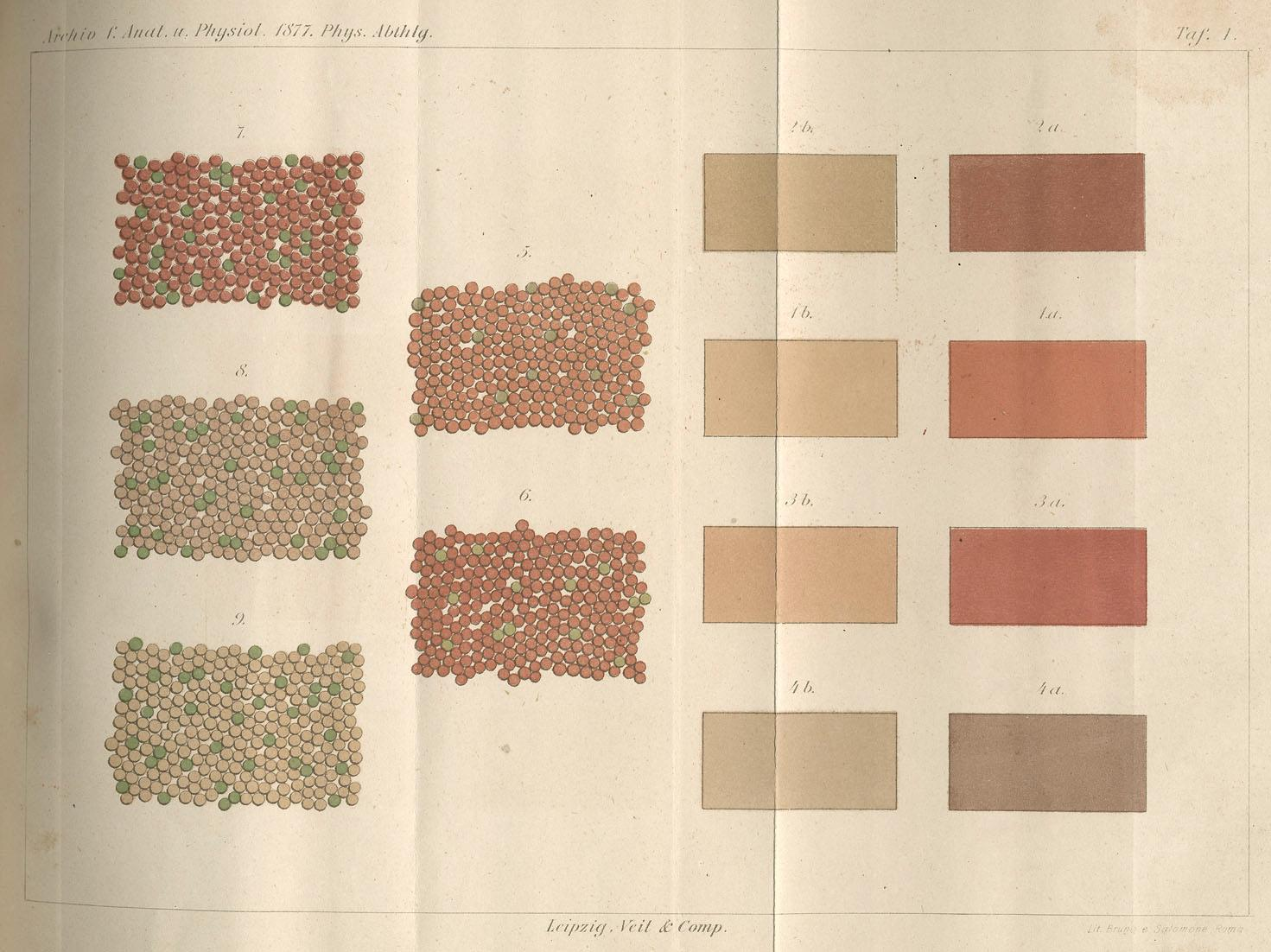
Ilustración de un artículo de Franz Boll en el que muestra cómo la luz decolora la púrpura retiniana.

Era nieto del teólogo luterano Franz Christian Boll e hijo de Franz Boll, teólogo e historiador. Fue educado directamente por su padre, bajo cuya tutela estudió latín, griego y filosofía. Sólo asistió un año a un Gymnasium público, donde obtuvo el bachillerato a los 17 años. En 1866 comenzó a cursar los estudios de Medicina y asistió a las universidades de Heidelberg, Bonn y Berlín.
Mientras era alumno de Max Schultze, en Bonn, publicó varios trabajos histológicos. En 1869 se doctoró en Berlín, con sólo 20 años. Al año siguiente aprobó el examen estatal y obtuvo un puesto de ayudante en el instituto fisiológico de Emil du Bois-Reymond. Debido a problemas de salud relacionados con la tuberculosis pulmonar, se trasladó a vivir a Italia. Tras no haber conseguido plaza en la Universidad de Génova, en 1873 obtuvo una plaza de profesor asociado de anatomía y fisiología comparada en la Universidad de Roma, cátedra de la que pasó a ser titular en 1877. Allí publicó en alemán e italiano. 
Boll es recordado principalmente como el descubridor de la rodopsina. Demostró con sus experimentos que el pigmento fotosensible de la retina de la rana se volvía amarillo cuando se exponía a la luz. Boll llamó a este componente de la retina "púrpura visual" (Sehpurpur). En experimentos posteriores, demostró que el pigmento sólo estaba presente en los bastones. Demostró que el pigmento podía reproducirse y sugirió que se hacía a través del epitelio retiniano. Publicó sus resultados en un artículo en italiano titulado Sull'anatomia e fisiologia della retina y lo expuso en noviembre de 1876 ante la Academia de Berlín, en presencia, entre otros, de Du Bois-Reymond, Hermann von Helmholtz y Nathanael Pringsheim. Las investigaciones que inició Boll fueron continuadas, entre otros, por Wilhelm Kühne y Carl Anton Ewald. Las células de Boll, células en cesta presentes en las glándulas lagrimales y descritas por él en 1868, reciben su nombre.
En 1877 fue nombrado miembro correspondiente de la Academia Nacional de los Linces.
El 12 de marzo de 1879 se casó con la química y fisióloga alemana Margarete Traube, residente en Italia y hermana del filólogo Ludwig Traube e hija del médico del mismo nombre. El matrimonio fue muy breve y no tuvo descendencia; pronto el precario estado de salud de Boll se deterioró y murió el 19 de diciembre de 1879, a la edad de 30 años. Sería su esposa quien supervisaría la publicación de las obras póstumas de Boll, tanto en italiano como en alemán. Más tarde, la viuda conoció al ingeniero italiano Guglielmo Mengarini, con quien se casó en Zúrich en 1884. Con la prematura muerte de Boll se extinguió la línea masculina de su rama familiar, que había producido importantes eruditos en tres generaciones consecutivas.

## Obras (selección)
- Untersuchungen über die Zahnpulpa. En: Archiv für mikroskopische Anatomie. Vol. IV
- Die Lorenzinischen Ampullen der Selachier. En: Archiv für mikroskopische Anatomie. Vol. IV
- Über den Bau der Thränendrüse. En: Archiv für mikroskopische Anatomie. Vol. IV
- Die Bindesubstanz der Drüsen. En: Archiv für mikroskopische Anatomie. Vol. V
- Beiträge zur vergleichenden Histiologie des Molluskentypus. En: Archiv für mikroskopische Anatomie. Suplemento, Bonn, 1869
- Die Histiologie und Histiogenese der nervösen Zentralorgane. Berlín, 1873
- Das Prinzip des Wachstums. 1876
- Anatomia e fisiologia della retina. Roma, 1877